# Comuna Purpurivka, Novomîrhorod
Purpurivka (în ucraineană Пурпурівка) este o comună în raionul Novomîrhorod, regiunea Kirovohrad, Ucraina, formată din satele Ivanivka, Mareanopil și Purpurivka (reședința).

## Demografie
Componența lingvistică a comunei Purpurivka
     Ucraineană (94,46%)
     Belarusă (1,14%)
     Alte limbi (0,98%)
Conform recensământului din 2001, majoritatea populației comunei Purpurivka era vorbitoare de ucraineană (94,46%), existând în minoritate și vorbitori de armeană (1,47%) și belarusă (1,14%).